# Georg Moritz, Prinț Ereditar de Saxa-Altenburg

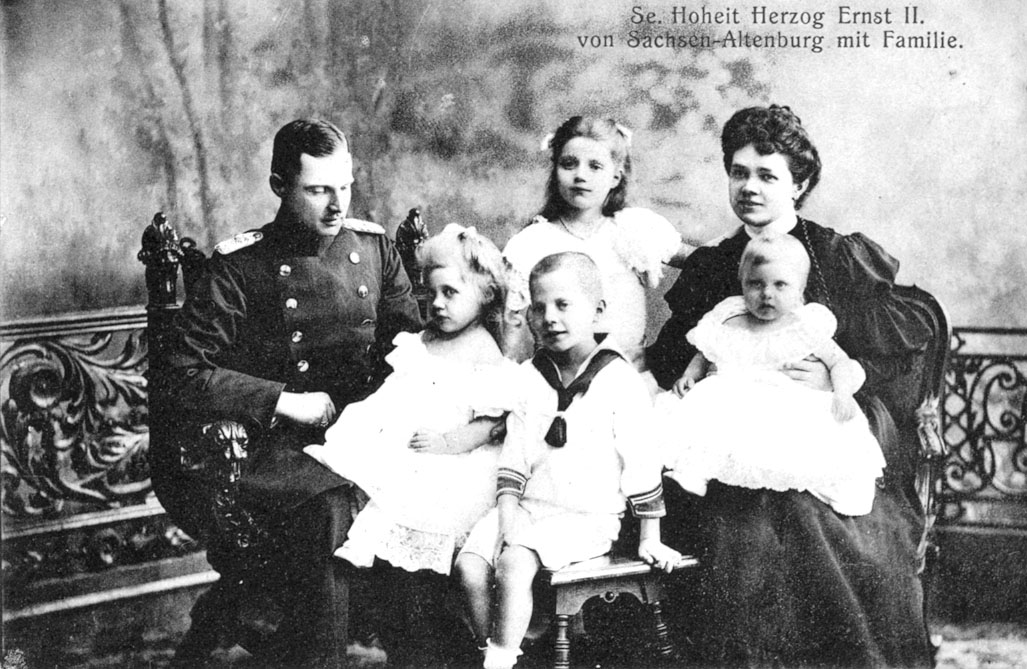
Prințul Georg Moritz (centru) împreună cu părinții și frații săi, ca. 1905.

Wilhelm Georg Moritz Ernst Albert Frederick Karl Konstantin Eduard Max, Prinț Ereditar de Saxa-Altenburg (13 mai 1900 – 13 februarie 1991) a fost ultimul șef al casei ducale de Saxa-Altenburg. Și-a dedicat întreaga viață antroposofiei.

## Biografie
Născut la Potsdam, Prusia, a fost fiul cel mare al lui Ernst al II-lea, Duce de Saxa-Altenburg și a primei soții a acestuia, Prințesa Adelaide de Schaumburg-Lippe. Tatăl lui a fost ultimul Duce care a domnit asupra ducatului de Saxa-Altenburg. În 1955, în urma morții tatălui său, Georg Moritz a devenit Șeful Casei de Saxe-Altenburg și Duce de Saxa-Altenburg.
Nu s-a căsătorit niciodată și singurul său frate și moștenitor prezumptiv, Frederic, a murit necăsătorit în 1985.
Odată cu moartea sa la Rendsburg, Germania, la vârsta de aproape 91 de ani, linia masculină a Casei de Saxa-Altenburg s-a stins; reprezentarea sa a fuzionat cu cea de  Saxa-Weimar-Eisenach.